# Scritti Politti
Scritti Politti ist eine britische New-Wave-Band, die 1978 in Leeds gegründet wurde. Hauptakteur ist Green Gartside (* 22. Juni 1956 in Cardiff; bürgerlich Paul Julian Strohmeyer).

## Name
Der Name „Scritti Politti“ gilt als eine Hommage an die politischen Schriften des italienischen Marxisten Antonio Gramsci. Obwohl die korrekte italienische Schreibweise „Scritti Politici“ ergeben würde, entschied sich Gartside jedoch für „Scritti Politti“, weil es so „mehr nach Rock ’n’ Roll klingen würde“.

## Geschichte
Green Gartside formierte die Band anfangs zusammen mit Matthew Kay (Keyboard, Manager), Tom Morley (Schlagzeug) und Nial Jinks (E-Bass), die sich aber 1980 von der Band lösten. In der Zeit der erfolgreichen Alben Cupid & Psyche 85 und Provision bestand die Band aus Gartside (Sänger, Songschreiber), David Gamson (Co-Songschreiber, Keyboard, Programmierung) und Fred Maher (Schlagzeug, Drum-Programmierung). Gartsides Plattenfirma war Rough Trade Records, bei denen einige britische Post-Punk- und Alternative-Rock-Bands unter Vertrag waren. Mit dem Fairlight CMI nutzten Scritti Politti als eine der ersten Bands elektronische Synthesizer mit Sampling-Technologie.
Im Juni 1985 erschien das zweite und erfolgreichste Album Cupid & Psyche 85, das von Arif Mardin produziert wurde und musikalische Beiträge von vielen bekannten Künstlern enthielt. Die LP erreichte in England die Top 5 der Charts. Aus diesem Album wurden fünf Singles veröffentlicht, darunter auch Perfect Way, das in Amerika Platz 11 erreichte. 1986 schrieben und produzierten Green Gartside und David Gamson die Single Love of a Lifetime für Chaka Khan, die Bestandteil des Albums Destiny war. 1988 veröffentlichten sie das Album Provision, auf dem sie unter anderem mit Miles Davis und Roger Troutman zusammenarbeiteten. Nach einer Zeile des Scritti-Politti-Songs Gettin’, Havin’ and Holdin’ benannte sich 1982 die schottische Band Wet Wet Wet.
Um Scritti Politti, die inzwischen nur noch aus Green Gartside bestand, der bei Bedarf immer neue Studiomusiker um sich formierte, wurde es still. Gartside veröffentlichte sporadisch einzelne Singles wie She’s a Woman (mit Shabba Ranks) und Take Me in Your Arms and Love Me (mit Sweetie Irie). Gemeinsam mit Martyn Ware als Produzent entstand für die B.E.F. Kompilation Music of Quality and Distinction Volume 2.
Nachdem die ersten drei Alben von Gartside im Abstand von drei Jahren auf den Markt gekommen waren, erschien 1999 Anomie & Bonhomie erst elf Jahre nach Provision, und weitere sieben Jahre später dann White Bread, Black Beer im Jahr 2006.
Im Jahr 2012 absolvierte Scritti Politti nach über 30 Jahren einige wenige Auftritte in Deutschland. Mit der Veröffentlichung The Boom Boom Bap verschaffte sich Scritti Politti ab 2015 die Anerkennung in der Dance-Szene. So wurde der Song auch auf Compilations des Kölner Indie-Labels Kompakt veröffentlicht.
2020 veröffentlichte Paul Julian Strohmeyer mit der Single Tangled Man erstmals seit White Bread, Black Beer neue Musik. Das Titelstück und die B-Seite Wishing Well sind Stücke der britischen Folk-Sängerin Anne Briggs. Der Online-Radiosender ByteFM bezeichnete die Songs, in denen Gartside die Folk-Besessenheit seiner Jugend verarbeitet, als „hypnagogische[n] Folk“. Die Veröffentlichung ist Strohmeyers erste als Green Gartside statt Scritti Politti.

## Diskografie

### Alben
| Jahr | Titel                   | Höchstplatzierung, Gesamtwochen, AuszeichnungChartplatzierungen (Jahr, Titel, Platzierungen, Wochen, Auszeichnungen, Anmerkungen) | Höchstplatzierung, Gesamtwochen, AuszeichnungChartplatzierungen (Jahr, Titel, Platzierungen, Wochen, Auszeichnungen, Anmerkungen) | Anmerkungen |
| Jahr | Titel                   | UK | US | Anmerkungen |
| ---- | ----------------------- | --- | --- | ----------- |
| 1982 | Songs to Remember       | UK12 (7 Wo.)UK | — |             |
| 1985 | Cupid & Psyche 85       | UK5 Gold · (19 Wo.)UK | US50 (28 Wo.)US |             |
| 1988 | Provision               | UK8 Gold · (11 Wo.)UK | US113 (8 Wo.)US |             |
| 1999 | Anomie & Bonhomie       | UK33 (2 Wo.)UK | — |             |
| 2006 | White Bread, Black Beer | — | — |             |

### EPs
- 1979: 2nd Peel Session
- 1979: 4 A-Sides

### Singles
| Jahr | Titel Album                                             | Höchstplatzierung, Gesamtwochen, AuszeichnungChartplatzierungen (Jahr, Titel, Album, Platzierungen, Wochen, Auszeichnungen, Anmerkungen) | Höchstplatzierung, Gesamtwochen, AuszeichnungChartplatzierungen (Jahr, Titel, Album, Platzierungen, Wochen, Auszeichnungen, Anmerkungen) | Anmerkungen                                                               |
| Jahr | Titel Album                                             | UK | US | Anmerkungen                                                               |
| ---- | ------------------------------------------------------- | --- | --- | ------------------------------------------------------------------------- |
| 1981 | Sweetest Girl Songs to Remember                         | UK64 (3 Wo.)UK | — |                                                                           |
| 1982 | Faithless Songs to Remember                             | UK56 (4 Wo.)UK | — |                                                                           |
| 1982 | Asylums in Jerusalem/Jacques Derrida Songs to Remember  | UK56 (5 Wo.)UK | — |                                                                           |
| 1984 | Wood Beez (Pray Like Aretha Franklin) Cupid & Psyche 85 | UK10 (16 Wo.)UK | US91 (4 Wo.)US |                                                                           |
| 1984 | Absolute Cupid & Psyche 85                              | UK17 (11 Wo.)UK | — |                                                                           |
| 1984 | Hypnotize Cupid & Psyche 85                             | UK68 (5 Wo.)UK | — |                                                                           |
| 1985 | The Word Girl Cupid & Psyche 85                         | UK6 (14 Wo.)UK | — |                                                                           |
| 1985 | Perfect Way Cupid & Psyche 85                           | UK48 (5 Wo.)UK | US11 (25 Wo.)US |                                                                           |
| 1988 | Oh Patti (Don’t Feel Sorry for Loverboy) Provision      | UK13 (9 Wo.)UK | — |                                                                           |
| 1988 | First Boy in This Town (Lovesick) Provision             | UK63 (4 Wo.)UK | — |                                                                           |
| 1988 | Boom! There She Was Provision                           | UK55 (3 Wo.)UK | US53 (11 Wo.)US | mit Roger Troutman                                                        |
| 1991 | She’s a Woman –                                         | UK20 (7 Wo.)UK | — | feat. Shabba Ranks                                                        |
| 1991 | Take Me in Your Arms and Love Me –                      | UK47 (3 Wo.)UK | — | mit Sweetie Irie, Coverversion des Originals von Gladys Knight & the Pips |
| 1999 | Tinseltown to the Boogiedown Anomie & Bonhomie          | UK46 (2 Wo.)UK | — |                                                                           |
| 2006 | The Boom Boom Bap White Bread, Black Beer               | — | — |                                                                           |

Weitere Singles
- 1978: Skank Bloc Bologna
- 2011: A Day Late and a Dollar Short